# مقهى المميز
مقهى المميز وهو من مقاهي بغداد القديمة وكان في الأصل حديقة شيد على أرضها متولي جامع العادلية مقهى عرف بمقهى المميز يقع في جانب الرصافة في منطقة هادئة تطل عل نهر دجلة بإتصال جسر بغداد القديم يتصل بجدار المدرسة المستنصرية و جامع الآصفية. يعتبر هذا المقهى من أوقاف جامع العادلية الذي بنته عادلة خاتون بنت أحمد باشا والي بغداد (1149-1161ه/ 1736-1748م) وزوجة سليمان باشا. وهذا المقهى من أوقاف جامع العادلية أوقفته عادلة خاتون لإدامة بناء جامعها. ومقهى المميز مشهور بموقعه وفعالياته حيث كان أشبه بمدرسة للموسيقى والفنون والغناء العراقي وأصول المقامات العراقية التي يمارس فيها، حيث يرتاده مشاهير المغنين وأعلام الموسيقى وعشاق المقام، ويتبارون بالأصوات والأنغام والضرب على الآلات الموسيقية منها السنطور. ومن مشاهيرالقراء في علم المقام أحمد زيدان، وحسن الشكرجي، وأصبح هذا المقهى في زمن فترة الحكم العثماني منتدى لرجال الدولة وأعيان الأمة يقضون فيها ساعات الفراغ للإستمتاع بالراحة وحسن الأنغام وجمال موضع المقهى لاسيما في ليالي الصيف المقمرة.